# Agreophon
Agréophon est le père de Zénon de Caunos, célèbre pour la grande quantité de sources qu'il laisse après lui dans l'ensemble des Papyrus de Zénon. 